# Trujillo (provins)
Trujillo är en provins i Peru vid Stillahavskusten, belägen i den centrala och västra delen av regionen La Libertad. Regionen styrs av den regionala regeringen i La Libertad. Provinsen gränsar i norr till Ascopeprovinsen, i öster till Otuzco, i sydöst till Julcán, i söder till Virú och i väster till Stilla Havet.

## Historia
Provinsen bildades genom Reglamento Provisional den 12 november 1821, och är den första av de tolv provinser som bildar departementet. I provinsen ligger staden Trujillo, huvudort och den mest betydande staden i norra Peru.

## Geografi
Provinsen ligger på en kustremsa i sydvästra delen av departementet La Libertad.
Provinsen Trujillo ligger på en höjd av 34 m ö.h. och har en area av 1 768,65 km2.

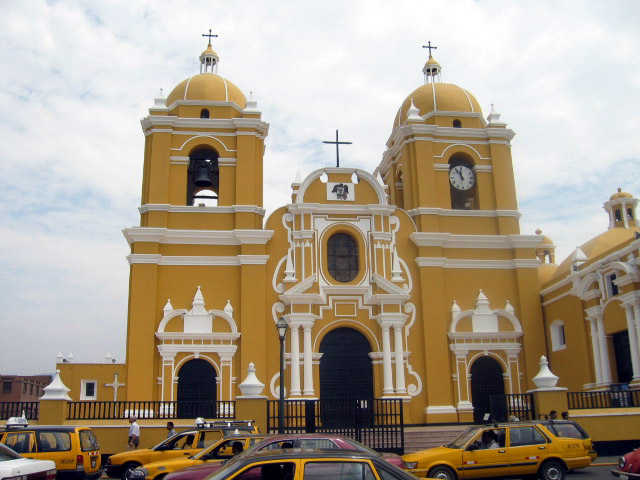
Catedral de Trujillo.

## Administrativ indelning
Provinsen Trujillo är indelad i elva distrikt:
- Trujillo
- El Porvenir
- Florencia de Mora
- Huanchaco
- La Esperanza
- Laredo
- Moche
- Poroto
- Salaverry
- Simbal
- Victor Larco

## Befolkning
Enligt folk- och bostadsräkningen 2007 uppgick befolkningen i Trujilloprovinsen till 820 979 invånare, och provinsen är därmed den fjärde mest befolkade provinsen i Peru.
Provinsen Trujillo hade år 2007 procentuellt sett 50,21% av departementets befolkning och 2,9% av landets befolkning.
Av följande uppställning framgår fördelningen av invånarna på de 11 distrikten.
| Trujillo - Befolkning enligt 2007 års folkräkning |          |
| Distrikt                                          | Invånare |
| Trujillo                                          | 294 899  |
| El Porvenir                                       | 140 507  |
| Florencia de Mora                                 | 40 014   |
| Huanchaco                                         | 44 806   |
| La Esperanza                                      | 151 845  |
| Laredo                                            | 32 825   |
| Moche                                             | 29 727   |
| Salaverry                                         | 13 892   |
| Víctor Larco Herrera                              | 55 781   |
| Simbal                                            | 4 082    |
| Poroto                                            | 3 601    |

## Festdagar
- Januari: Festival de la Marinera.
- September: Festival de la Primavera.
- Oktober: Señor de los Milagros

### Tidningar
Dagstidningar: La Industria, Correo, Satélite och Nuevo Norte